# HMS X1
HM Submarine X1 – brytyjski okręt podwodny z okresu dwudziestolecia międzywojennego, jedyna jednostka swojego typu. Po ukończeniu w 1925 roku do czasu wejścia do służby francuskiego „Surcoufa” był największym okrętem podwodnym świata.

## Historia
Po zakończeniu I wojny światowej w Wielkiej Brytanii przystąpiono do prac nad projektem dużego okrętu podwodnego mogącego operować na oddalonych szlakach żeglugowych, który mógłby zwalczać jednostki nieprzyjaciela także ogniem artyleryjskim. Jednostki tej klasy określane jako krążowniki podwodne były budowane przez Niemcy podczas I wojny światowej. Brytyjscy konstruktorzy mieli dostęp do zdobytych U-Bootów, dzięki czemu przy pracach projektowych mogli wykorzystać sprawdzone rozwiązania techniczne. Prace nad projektem zakończyły się w 1921 roku. Pomimo ograniczeń budżetowych podjęto decyzję o rozpoczęciu budowy. Stępkę pod X1 położono 2 listopada 1921 roku w stoczni w Chatham. Wodowanie miało miejsce 16 listopada 1923 roku, budowę ukończono 23 września 1925 roku, po czym okręt rozpoczął próby odbiorcze. Prace przy okręcie objęte były ścisłą tajemnicą, czego wyrazem było zajęcie całego wydania jednej z gazet w którym zostało opublikowane zdjęcie okrętu.
Ostatecznie X1 został wcielony w skład Royal Navy w kwietniu 1926 roku. Był traktowany jako jednostka eksperymentalna, służąca do badania nowych rozwiązań technicznych, które mogły być wykorzystane w przyszłości przy budowie podobnych okrętów. Badano także przydatność wyposażenia okrętu w stosunkowo silne uzbrojenie artyleryjskie. Już pierwszy rejs, do Gibraltaru, spowodował powstanie usterek w siłowni i konieczność przeprowadzenia remontu w stoczni. Podobne uszkodzenia mechanizmów napędowych występowały przez cały okres służby okrętu.
Pomimo swojej wielkości X1 wykazywał dobre właściwości manewrowe na powierzchni i w zanurzeniu. Prowadzone próby pozwoliły wypracować podstawy taktyki kombinowanego ataku z użyciem torped i uzbrojenia artyleryjskiego. Jednak w 1933 roku Admiralicja zdecydowała o przeniesieniu okrętu do rezerwy. X1 pozostawał w niej do końca 1936 roku, kiedy oficjalnie skreślono go z listy floty i sprzedano na złom. Okręt złomowano w 1937 roku w stoczni w Pembroke Dock. Był to jedyny okręt Royal Navy, który został zaprojektowany, zbudowany i złomowany w okresie dwudziestolecia międzywojennego, a do czasu wejścia do służby „Dreadnoughta” o napędzie atomowym (1963) był największym okrętem podwodnym brytyjskiej marynarki wojennej.

## Opis konstrukcji
X1 był okrętem podwodnym o konstrukcji dwukadłubowej, z kadłubem lekkim otaczającym w całości wewnętrzny kadłub sztywny. Ten ostatni był podzielony grodziami na dziesięć przedziałów wodoszczelnych. Napęd okrętu stanowiły dwa silniki wysokoprężne typu Admiralicji, ośmiocylindrowe, o projektowanej łącznej mocy 6000 KM i dwa pomocnicze silniki wysokoprężne MAN o mocy nominalnej 1200 KM każdy, pochodzące ze zdobycznego niemieckiego U-126. W trakcie prób osiągnięto mniejsze wartości mocy maksymalnej: 5445 KM dla silników głównych i 2124 KM dla pomocniczych. Silniki pomocnicze były wykorzystywane do zasilania prądnic, ładujących baterie akumulatorów i napędzających cztery silniki elektryczne, umieszczone w parach na wałach napędowych. Silniki elektryczne były używane jako samodzielny napęd w pływaniu podwodnym lub pędnik pomocniczy wspólnie z silnikami głównymi w marszu na powierzchni.
Uzbrojenie HMS X1 stanowiły cztery działa kalibru 133 mm, umieszczone po dwa w lekkich wieżach przed i za kioskiem. Działa te, skonstruowane specjalnie dla X1, miały szybkostrzelność praktyczną czterech salw na minutę a ich ogień był kierowany dalmierzem. Uzbrojenie torpedowe składało się z sześciu wyrzutni torpedowych kal. 533 mm, z zapasem dwunastu torped. Wyposażenie elektroniczne stanowiły ASDIC, trzy peryskopy oraz radiostacja o zasięgu praktycznym 500 mil. Okręt zabierał na pokład dwie łodzie motorowe i jedną wiosłową.